# Parapalta aurifera
Parapalta aurifera là một loài bướm đêm trong họ Geometridae.